# Asashio (lớp tàu ngầm)
Tàu ngầm lớp Asashio (tiếng Nhật: あさしお) là loại tàu ngầm điện-diesel phát triển từ chiếc JDS Ōshio (SS-561). Chiếc Ōshio vốn được đóng để xem xét thiết kế hơn là để sử dụng. Lớp tàu ngầm này là loại tàu ngầm đầu tiên do Nhật Bản đóng từ sau chiến tranh thế giới thứ hai. Bốn chiếc đã được đóng từ năm 1964 đến năm 1969. Cùng với các chiếc tàu ngầm lớp Uzushio được đóng sau đó đã hình thành cơ sở của hạm đội tàu ngầm của Lực lượng Phòng vệ Biển Nhật Bản. Các tàu ngầm này dần được đưa ra khỏi biên chế những năm 1980 khi chúng bắt đầu được thay thế bằng các tàu ngầm lớp Yūshio hiện đại hơn.